# Schotia latifolia

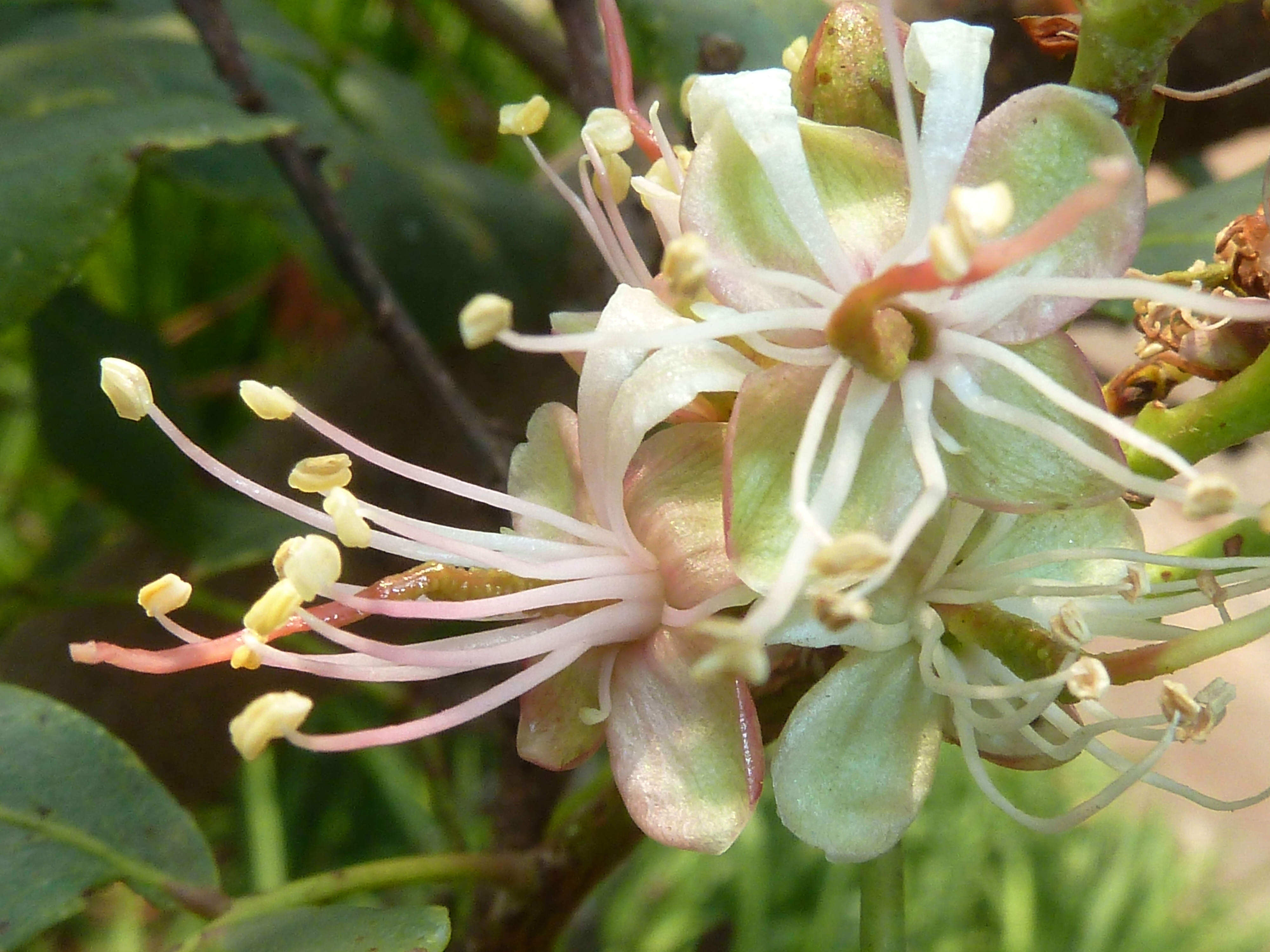
Blüten

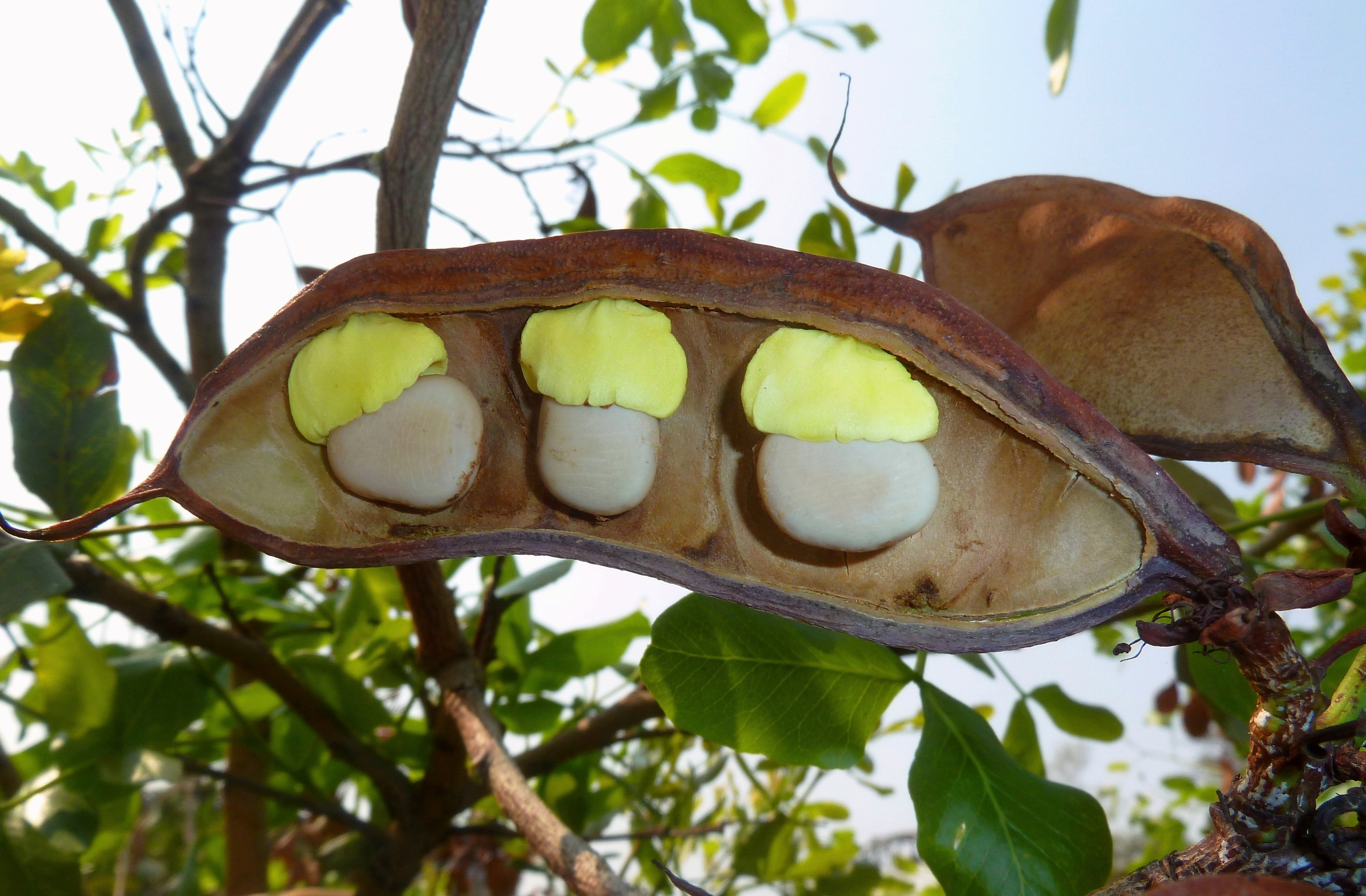
Hülsenfrucht von Schotia latifolia mit den Samen mit gelblichem Arillus

Schotia latifolia ist ein Strauch oder Baum in der Unterfamilie der Johannisbrotgewächse in der Familie der Hülsenfrüchtler aus dem südlichen Afrika, hauptsächlich in Südafrika aber auch in den angrenzenden Ländern.

## Beschreibung
Schotia latifolia ist meistens immergrün und wächst in trockenen Gebieten als Strauch bis etwa 3 Meter hoch oder bei genügend Wasser als Baum und wird dann bis 15 Meter hoch. Die Borke ist relativ glatt und braun-gräulich.
Die gestielten Laubblätter sind paarig gefiedert mit wenigen Paaren (3–5) verkehrt-eiförmigen bis elliptischen Fiederblättchen. Die leicht ledrigen, ganzrandigen und glänzenden Blättchen sind abgerundet oder stumpf bis rundspitzig und sie sind oft feinstachelspitzig. Die Blätter sind bis etwa 10–12 Zentimeter, die Blättchen bis etwa 4–5 Zentimeter lang, die Nervatur ist vorwärts gefiedert, die Blättchenspreite ist öfters leicht ungleich. Die kleinen Nebenblätter sind abfallend.
Die Blütenstände sind endständig und rispig. Die dicht stehenden, zwittrigen Blüten mit doppelter Blütenhülle sind fast sitzend, sie sind vier- bis fünfzählig. Es sind zwei abfallend schuppenförmige Deckblätter bei den Blüten vorhanden. Der grüne Kelch ist vierzählig und sitzt am Rand des fleischigen Blütenbechers. Die Kelchblätter sind abgerundet bis rundspitzig und leicht bootförmig. Die fünfzähligen, ungleich großen Petalen sind weiß bis rosafarben, zwei sind reduziert und schmal-länglich, die größeren drei sind zurückgelegt und teils eingerollt. Der gestielte Fruchtknoten ist mittelständig und länglich mit einem langen, gebogenen Griffel mit kleiner, kopfiger Narbe. Die ungleich langen und langen, 9 oder 10 Staubblätter sind basal kurz verwachsen, die langen Staubfäden sind weißlich bis rosa.
Es werden bräunliche, ledrige und elliptische, bespitzte bis geschwänzte Hülsenfrüchte gebildet. Sie sind etwa 7–11 Zentimeter lang und 4–6 Zentimeter breit. Die bräunlichen, flachen und eiförmigen oder rundlichen bis länglichen Samen sind etwa 1–1,5 Zentimeter groß und glatt. Die 3–4 Samen tragen jeweils einen becherförmigen, gelblichen Arillus.

## Systematik
Die Erstbeschreibung erfolgte 1801 durch Nikolaus Joseph von Jacquin in Fragmenta Botanica: 23, t. 15. f. 4. Synonyme sind Guillandinodes latifolium (Jacq.) Kuntze, Schotia cuneifolia Gand. und Schotia diversifolia Walp.

## Verwendung
Die Samen sind essbar. Die Rinde kann medizinisch oder zum Färben und Gerben verwendet werden.